# California Dreamin'
"California Dreamin'" là một bài hát được viết bởi John Phillips và Michelle Phillips và lần đầu tiên được The Mamas & the Papas thu âm và phát hành đĩa đơn vào năm 1965. Bài hát xếp hạng thứ #89 trong danh sách 500 bài hát hay nhất mọi thời đại do tạp chí Rolling Stone bình chọn. Ca từ của bài hát thể hiện niềm khao khát sự ấm áp trong một mùa đông giá rét ở California.
Bài hát đã trở thành một biểu tượng tiên phong của phong trào phản văn hóa thập niên 1960.
"California Dreamin' " đã được chứng nhận Đĩa Vàng (đĩa đơn) của Hiệp hội Công nghiệp ghi âm Hoa Kỳ vào tháng 6 năm 1966 và được đưa vào Grammy Hall of Fame năm 2001.

## Lịch sử
Bài hát được viết vào năm 1963 khi John Phillips và Michelle Phillips đang sống ở New York. John đã mơ về bài hát và đánh thức Michelle dậy để giúp anh cùng viết ra nó. Vào thời điểm đó, cả John và Michelle Phillips đều là thành viên của các nhóm nhạc dân ca "The New Journeymen", là tiền thân của ban nhạc The Mamas & the Papas.
Sau khi được Barry McGuire giới thiệu với ông chủ của hãng đĩa Dunhill Records là Lou Adler, họ đã ký được hợp đồng thu âm đầu tiên. Nhờ sự giúp đỡ của Adler, họ đã hát phần bè "California Dreamin' " trong album This Precious Time của McGuire. The Mamas & the Papas sau đó đã thu âm bản riêng của họ, sử dụng lại các phần thu phối khí và bè trước đó, bổ sung thêm phần hát chính và một đoạn độc tấu alto flute của Bud Shank. P. F. Sloan chơi đoạn guitar mở đầu. Phần hát chính của McGuire vẫn có thể nghe nhỏ trên kênh trái trong đoạn đầu của bản thu âm do chưa bị xóa hoàn toàn.
Đĩa đơn được phát hành vào cuối năm 1965 nhưng không gây được một bước đột phá ngay lập tức. Sau khi phát hành, nó chỉ được một ít chú ý ở Los Angeles. Michelle Phillips nhớ lại rằng, sau khi được phát trên một đài phát thanh ở Boston bài hát mới được quảng bá trên toàn quốc. Sau khi trình làng trên bảng xếp hạng vào tháng năm 1966, bài hát đạt vị trí #4 trong tháng 3 trên Billboard Hot 100 và tiếp tục giữ vị trí trong 17 tuần, và trên tạp chí Cashbox suốt 20 tuần. Theo Cashbox, đối thủ cạnh tranh của "California Dreamin '" trên thị trường âm nhạc lúc bấy giờ là bài "Ballad of Green Berets" cuối cùng đã giành được vị trí #1 trong năm 1966. "California Dreamin '" cũng giành vị trí #23 trên bảng xếp hạng Anh.

## Các phiên bản khác
Một số nghệ sĩ nổi tiếng khác cũng đã thu âm ca khúc này, bao gồm R.E.M., The Beach Boys, America (hai phiên bản), Wes Montgomery, Gary Hoey, Dead Artist Syndrome, José Feliciano (thu trên mặt B của đĩa đơn thành công năm 1968, Light My Fire), The Carpenters, Baby Huey & the Babysitters, Four Tops, Melanie, Bobby Womack, Queen Latifah, The Seekers, George Benson, Hugh Masekela, Eddie Hazel, Raquel Welch, Benn Jordan, Wilson Phillips, Dik Dik và John Phillips không có The Mamas & the Papas.
Năm 1978, một phiên bản disco của ban Colorado trở nên nổi tiếng ở các club châu Âu, đạt vị trí 45 trên bảng xếp hạng của Anh,  và một bản hát lại thu âm tại nhà đã được DJ Sammy và Royal Gigolos phát hành. Ban John Mayer Trio hát lại "California Dreamin'" trong một tập truyền hình thực tế The Tonight Show with Conan O'Brien phát vào ngày 4 tháng 6 năm 2009.
Một phiên bản nhịp nhanh hơn nhiều được ban nhạc punk Nhật Bản Hi-Standard và cả ban Seven Faces thu âm. EP "California Dreamin '" của họ đã được phát hành trên Fat Wreck Chords vào năm 1996. Năm 1987, ban nhạc punk M.I.A đã phát hành một phiên bản của bài hát này trong LP "After the Fact" của họ. Năm 2004, Lutricia McNeal cũng phát hành bản thu bài hát này trong album Soulsister Ambassador. Alvin and the Chipmunks hát lại bài hát này như một ca khúc thêm vào trong video game năm 2007 của họ, Alvin and the Chipmunks.
Tứ tấu nhạc dân ca của Liverpool River City People cũng thu âm một phiên bản của "California Dreamin' " với Carry the Blame vào năm 1990, đạt thứ hạng 13 trên bảng xếp hạng đĩa đơn top 40 của UK.
Huyền thoại nhạc rock Meat Loaf đã thu âm bản nhạc với Patti Russo trong album năm 2012 của ông, Hell in a Handbasket.

### Phiên bản của The Beach Boys
The Beach Boys thu âm lần 2 bài "California Dreamin'" vào năm 1986 trong album chọn lọc các ca khúc hay nhất Made in U.S.A.. Nó được Terry Melcher sản xuất và được Roger McGuinn của ban The Byrds chơi trên guitar 12 dây. John Phillips, Michelle Phillips và McGuinn cũng góp mặt trong video. Denny Doherty lúc đó đang ở bờ Đông và từ chối; Cass Elliot thì đã chết năm 1974.
Bài hát dành vị trí thứ 57 trên Billboard Hot 100, và #8 trên Billboard Adult Contemporary.